# Melanolophia corza
Melanolophia corza är en fjärilsart som beskrevs av Paul Dognin 1895. Melanolophia corza ingår i släktet Melanolophia och familjen mätare. Inga underarter finns listade i Catalogue of Life.